# Amélie Sarn
 (octobre 2018).
Pour les articles homonymes, voir Sarn (homonymie).
Amélie Sarn, née en 1970, est une romancière française, scénariste de bandes dessinées et traductrice. 

## Biographie
Après avoir passé son enfance à la campagne et quelques années à l’université de Rennes, Sarn devient écrivain à temps plein.
En avril 2002, elle publie chez Albin Michel son premier roman pour adultes, Elle ne pleure pas, elle chante, une autobiographie sur l'inceste qu'elle a vécu. L'histoire est adaptée en roman graphique en 2004 aux éditions Delcourt par Éric Corbeyran et Thierry Murat, et au cinéma en 2012 par Philippe de Pierpont.
En 2004, elle adapte en livre pour les éditions Milan le premier dessin animé de Sylvain Chomet, Les Triplettes de Belleville, sorti un an plus tôt.
En 2006, elle succède avec Qu'as-tu fait, Mistouflet ? à Geneviève Huriet en tant qu’auteure de la série La Famille Passiflore, créée en 1987 chez Milan. L'Album photo des Passiflore est publié l'année suivante.
Le travail de Sarn a été publié en France par les éditions Milan, Rageot, Albin Michel, Les Enfants Rouges et les éditions J'ai lu.
Elle vit aujourd’hui[Quand ?] à Bordeaux où elle écrit de nombreux livres pour la jeunesse dont Coupable d'être innocent et Une vie de rêve pour Lola (éd. Rageot), Le pirate couve la grippe, Un fantôme très rigolo, La Nuit de la chauve-souris et Le Bûcher aux sorcières (éd. Milan).
Sous le pseudo de Méli-Marlo, elle a coécrit avec Marc Cantin Le Cirque Patatrac et Un petit garçon trop pressé.
Elle devient scénariste de bande dessinée en 2006 en cosignant, avec Éric Corbeyran, la série Nanami dessinée par Nauriel et éditée par Dargaud.
Elle commence aussi pour les éditions Milan l'adaptation en romans de la série de bande dessinée Thorgal. Le premier tome, L'Enfant des étoiles, est publié en 2009, suivi en 2010 par Au-delà des ombres. Le dessinateur de la série, Grzegorz Rosiński, a illustré les couvertures des romans,.
En 2020, elle reçoit la Pépite de la Fiction juniors du Salon du livre et de la presse jeunesse pour le premier tome de sa série de romans Carmin, le garçon au pied-sabot.

## Œuvres

### Séries
- Resurrectio

1. Resurrectio, Paris, Le Seuil jeunesse, 2014
2. Trop humaine, Paris, Le Seuil, 2015

- Carmin

1. Carmin, Le garçon au pied-sabot, Seuil jeunesse, 2020
2. Carmin, La Terra Divalis, Seuil jeunesse, 2021

### Romans indépendants
- Elle ne pleure pas, elle chante, Paris, Albin Michel, 2002
- L’empereur qui refusait l’amour, ill. de Rozenn Brécard, Paris, Albin Michel jeunesse, 2002
- OneShot aux éditions les enfants rouges, 2007
- GrooveHigh : coups de foudre et coups montés, ill. de Virgile Trouillot, Toulouse, Milan, 2007
- A mort le Minotaure, Paris, Belin, 2008
- Les Proies, Milan, Macadam, 2012

### Bandes dessinées
- Trop mortel, scénario d'Éric Corbeyran et Amélie Sarn, dessin de Chico Pacheco, couleur de Philippe Casadei, éditions Delcourt

1. Tome 1, 2007
2. Tome 2, 2008

- Loup avec Marc Moreno au dessin, Editions Les Enfants Rouges (2009)[7]
- Nanami, scénario avec Éric Corbeyran (crédité pour les 3 premiers volumes), dessin de Nauriel, couleurs : Simon Champelovier (vol. 1 & 2) et Elsa Brants (vol. 3, 4 & 5), Dargaud, coll. Cosmo.

1. Le Théâtre du vent, 2006  (ISBN 2-8712-9876-9)
2. L'Inconnu, 2008  (ISBN 978-2-5050-0062-4)
3. Le Royaume invisible, 2010  (ISBN 978-2-5050-0688-6)
4. Le Prince noir, 2011  (ISBN 978-2-5050-1123-1)
5. Le Combat final, 2012  (ISBN 978-2-5050-1386-0)

- Dragon Eternity, éditions 12 bis

1. De profundis, scénario de Marc Moreno et Amélie Sarn, dessins de Jérémy Gens, 2011

- Dark blood, dessin de Marc Moreno, éditions Delcourt

1. Icare, 2018
2. Lumière noire, 2019

- Rose and Crow, dessin de Lise Garçon, éditions Delcourt

1. Livre 1, 2021

### Traductions
- Le Clan des chiens : Sur la piste des hommes, Paris, Le Seuil jeunesse, 2013 [8],[9]

## Adaptations
- Elle ne pleure pas, elle chante, bande dessinée (2004)[10],[11].
- Elle ne pleure pas, elle chante film sorti en 2011[12].